# Hébé-Klasse (1782)
Die Hébé-Klasse war eine Klasse von sechs 34-Kanonen-Fregatten der französischen Marine, die von 1782 bis 1833 in Dienst stand.

## Geschichte
Die spätere Hébé-Klasse wurde von dem Marinearchitekten Jacques-Noël Sané nach der Richtlinie (Frégates de 18) für Schwere Fregatten von 1772 entworfen. Das Design wurde in Großbritannien sehr geschätzt, wo es mit der 47 Einheiten umfassenden Leda-Klasse sogar kopiert wurde.

## Einheiten
| Name                                                 | Bauwerft   | Kiellegung    | Stapellauf      | Indienststellung | Verbleib |
| ---------------------------------------------------- | ---------- | ------------- | --------------- | ---------------- | --- |
| Vénus                                                | Saint-Malo | November 1781 | 14. Juli 1782   | Oktober 1782     | Am 31. Dezember 1788 im Indischen Ocean im Sturm gesunken                                                              |
| Hébé                                                 | Brest      | Dezember 1781 | 25. Juni 1782   | August 1782      | Am 4. September 1782 durch die Royal Navy gekapert, als Hebe in Dienst, 1804 umbenannt in HMS Blonde, 1811 abgebrochen |
| Dryade                                               | Saint-Malo | 1782          | 3. Februar 1783 | Juli 1783        | Hulk ab 1796 in Brest, ab Oktober 1801 abgebrochen                                                                     |
| Proserpine                                           | Brest      | Dezember 1784 | 25. Juni 1785   | August 1795      | Am 13. Juni 1796 durch die Royal Navy gekapert, als HMS Amelia in Dienst, ab Dezember 1816 abgebrochen                 |
| Sibylle                                              | Toulon     | April 1790    | 30. Juli 1791   | Mai 1792         | Am 17. Juni 1794 durch die Royal Navy gekapert, als HMS Sibylle in Dienst, am 7. August 1833 verkauft                  |
| Carmagnole Rassurante (ab 1795) Carmagnole (ab 1798) | Brest      | März 1792     | 21. Mai 1793    | Juli 1793        | Am 9. November 1800 bei Flushing im Sturm auf Grund gelaufen und später abgebrochen                                    |

## Technische Beschreibung
Die Klasse war als Batterieschiff mit einem durchgehenden Geschützdeck konzipiert und hatte eine Länge von 46,29 Metern (Geschützdeck), eine Breite von 11,91 Metern und einen Tiefgang von 6,17 Metern bei einer Verdrängung von 1.350 Tonnen. Sie war ein Rahsegler mit drei Masten (Fockmast, Großmast und Kreuzmast), lediglich am Kreuzmast befand sich auf der untersten Position (Unterbesansegel) ein Gaffelsegel. Der Rumpf schloss im Heckbereich mit einem Heckspiegel, in den eine Galerie integriert war, die in die seitlich angebrachte Seitengalerie mündete. Diese waren aus Repräsentationsgründen durch zeitspeziefische Schnitzereien und Bildhauerarbeiten geschmückt. Die Beplankung war kraweel ausgeführt, das heißt, die Enden der Planken stießen stumpf aufeinander, so dass eine glatte Außenfläche entstand.
Die Bewaffnung der Klasse bestand bei Indienststellung aus 34 Geschützen, die sich aber im Laufe ihrer Dienstzeit veränderte.
|         | Batteriedeck            | Backdeck                                        | Achterdeck                                      | Kanonen (Geschossgewicht) |
| ------- | ----------------------- | ----------------------------------------------- | ----------------------------------------------- | ------------------------- |
| Design  | 26 × 18-Pfünder         | 8 × 8-Pfünder                                   | 8 × 8-Pfünder                                   | 34 Kanonen                |
| ab 1785 | 26 × 18-Pfünder-Kanonen | 10 × 6-Pfünder-Kanonen 4 × 36-Pfünder-Haubitzen | 10 × 6-Pfünder-Kanonen 4 × 36-Pfünder-Haubitzen | 40 Geschütze (169,37 kg)  |

## Besatzung
Die Besatzung hatte im Frieden eine Stärke von 326 und im Krieg von 361 Mann (11 Offiziere und 315 bzw. 350 Unteroffiziere bzw. Mannschaften).